# Франц (Липе-Вайсенфелд)
Франц фон Липе-Бистерфелд-Вайсенфелд (на немски: Franz zur Lippe-Biesterfeld-Weißenfeld) от линията Липе-Бистерфелд на фамилията Липе е граф и господар на Липе-Вайсенфелд и саксонски генерал на кавалерията.

## Биография
Роден е на 17 септември 1820 година в Тайхниц (днес част от Бауцен), Саксония. Той е третият син на граф Кристиан фон Липе-Вайсенфелд (1777 – 1859) и първата му съпруга графиня Фридерика Доротея фон Хоентал (1790 – 1827), дъщеря на юриста и саксонски министър граф Петер Карл Вилхелм фон Хоентал (1754 – 1825) и Кристиана София фон Вацдорф (1759 – 1814). Внук е на граф Фридрих Йохан Лудвиг фон Липе-Вайсенфелд (1737 – 1791) и втората му съпруга баронеса/фрайин Вилхелмина фон Хоентал (1748 – 1789). Баща му се жени втори път 1836 г. за Вилхелмина фон Егиди (1808 – 1878).
Франц фон Липе-Вайсенфелд влиза през 1839 г. в саксонската войска, а през 1857 г. е личен адютант на принц Алберт. От 1866 г. е генерал-майор и от 1870 – генерал-лейтенант. На 27 март 1871 г. е награден с „ордена Св. Хайнрих“ и с Железния кръст. През 1874 г. той напуска войската с ранг генерал на кавалерията.
Франц фон Липе-Вайсенфелд умира на 25 юли 1880 година в Дьоберкиц (днес част в Бауцен) на 59-годишна възраст. Синът му Клеменс става на 28 февруари 1916 г. княз на Липе-Вайсенфелд.

## Фамилия
Франц фон Липе-Вайсенфелд се жени на 11 май 1859 г. в Дрезден за фрайин Мария фон Бешвиц (* 20 август 1836, Арнсдорф; † 30 август 1921, Дрезден), дъщеря на фрайхер Лудвиг Вилхелм Фердинанд Мориц фон Бешвиц (1798 – 1874) и Августа Амалия фон Опел (1803 – 1879). Те имат седем деца:
- Клеменс (* 15 юли 1860, Дрезден; † 29 април 1920, Прошвиц), княз на Липе-Вайсенфелд 28 февруари 1916 г., саксонски политик, женен на 7 януари 1901 г. за фрайин Фридерика фон Карловиц (* 24 август 1878; † 25 януари 1942)
- Маргарета (* 18 юни 1861, Арнсдорф; † 29 юли 1937, Швебиш-Хал), омъжена на 22 юни 1882 г. в Дрезден за граф Курт Цедтвиц фон Мораван-Дупау (* 14 декември 1849; † 19 февруари 1933)
- Фридерика (* 6 юли 1862, Дрезден; † 8 февруари 1864, Дрезден)
- Алфред (* 23 юли 1865, Дрезден; † 20 март 1937, Мюнхен), неженен
- Елизабет (* 1 юли 1868, Дрезден; † 24 октомври 1952, Швайнфурт), омъжена на 12 май 1890 г. в Дьоберкиц за 2. княз Вилхелм фон Ханау граф фон Шаумбург (* 19 декември 1836; † 3 юни 1902), син на курфюрст Фридрих Вилхелм I фон Хесен-Касел.
- Ернст фон Липе-Вайсенфелд (* 3 януари 1870, Дрезден; † 11 септември 1914, Голдап в битка), женен на 21 ноември 1911 г. в дворец Бюдинген за принцеса Анна фон Изенбург-Бюдинген (* 10 февруари 1886, Бюдинген; † 8 февруари 1980, Детмолд), дъщеря на княз Бруно фон Изенбург-Бюдинген-Бюдинген (1837 – 1906)
- София (* 21 февруари 1876, Дрезден; † 17 август 1949, Грайнау), омъжена на 29 септември 1902 г. в Дрезден за граф Адолф фон Арним (* 31 март 1875; † 30 април 1931)